# Chironephthya sirindhornae
Chironephthya sirindhornae — вид коралів родини Nidaliidae. Описаний у 2020 році.

## Назва
Вид названо на честь тайської принцеси Сіріндхорн, за її внесок у створення та просування проекту Plant Genetic Conservation Project, завданням якого є підтримка та збереження біорізноманіття як на суші, так і в океані.

## Поширення
Вид поширений в Сіамській затоці.